# Магараджа (игра)
|   | a               | b               | c               | d               | e                | f               | g               | h               |   |  |
| 8 | a8 чёрная ладья | b8 чёрный конь  | c8 чёрный слон  | d8 чёрный ферзь | e8 чёрный король | f8 чёрный слон  | g8 чёрный конь  | h8 чёрная ладья | 8 |  |
| 7 | a7 чёрная пешка | b7 чёрная пешка | c7 чёрная пешка | d7 чёрная пешка | e7 чёрная пешка  | f7 чёрная пешка | g7 чёрная пешка | h7 чёрная пешка | 7 |  |
| 6 | a6              | b6              | c6              | d6              | e6               | f6              | g6              | h6              | 6 |  |
| 5 | a5              | b5              | c5              | d5              | e5               | f5              | g5              | h5              | 5 |  |
| 4 | a4              | b4              | c4              | d4              | e4               | f4              | g4              | h4              | 4 |  |
| 3 | a3              | b3              | c3              | d3              | e3               | f3              | g3              | h3              | 3 |  |
| 2 | a2              | b2              | c2              | d2              | e2               | f2              | g2              | h2              | 2 |  |
| 1 | a1              | b1              | c1              | d1              | e1 белый шут     | f1              | g1              | h1              | 1 |  |
|   | a               | b               | c               | d               | e                | f               | g               | h               |   |  |

Магара́джа (англ. Maharajah and the Sepoys) — один из нестандартных вариантов шахмат. Впервые появился в XIX веке в Индии и изначально назывался Shatranj Diwana Shah. Отличается от большинства подобных игр несимметричностью — чёрные имеют полный комплект шахматных фигур, белые — только одну фигуру, называемую «Магараджа», от которой и происходит название игры.

## Правила игры
В игре участвуют два игрока.
Белые имеют только одну фигуру — магараджу. Магараджа объединяет в себе возможности ферзя и коня. В начале партии магараджа ставится на любое (по выбору играющего белыми) поле первой горизонтали, первый ход в партии делается чёрными, игроки ходят по очереди.
Чёрные имеют стандартный комплект шахматных фигур, который в начале партии расставляется в соответствии с правилами шахмат. Все фигуры чёрных могут ходить, как в классических шахматах, но запрещены превращения пешек, иначе игра заметно упрощается — достаточно превратить обе ладейные пешки в ферзей, и три ферзя и две ладьи без труда ловят магараджу.
Белые выигрывают, дав мат королю чёрных (благодаря своей мощности, магараджа может ставить мат в одиночку, без необходимости использовать другие фигуры). Чёрные выигрывают, взяв магараджу.

## Анализ
|   | a               | b               | c               | d               | e                | f               | g               | h               |   |  |
| 8 | a8              | b8              | c8 чёрный слон  | d8              | e8 чёрный король | f8 чёрный слон  | g8              | h8              | 8 |  |
| 7 | a7              | b7 чёрная пешка | c7 чёрная пешка | d7              | e7 чёрная пешка  | f7 чёрная пешка | g7 чёрная пешка | h7              | 7 |  |
| 6 | a6              | b6              | c6 чёрный конь  | d6              | e6               | f6 чёрный конь  | g6              | h6              | 6 |  |
| 5 | a5 чёрная пешка | b5              | c5              | d5 чёрная пешка | e5               | f5              | g5              | h5 чёрная пешка | 5 |  |
| 4 | a4              | b4              | c4              | d4 чёрный ферзь | e4               | f4              | g4              | h4              | 4 |  |
| 3 | a3              | b3              | c3              | d3              | e3               | f3 белый шут    | g3              | h3              | 3 |  |
| 2 | a2              | b2 чёрная ладья | c2              | d2              | e2               | f2              | g2              | h2              | 2 |  |
| 1 | a1              | b1              | c1              | d1              | e1               | f1              | g1 чёрная ладья | h1              | 1 |  |
|   | a               | b               | c               | d               | e                | f               | g               | h               |   |  |

Магараджа может неплохо сопротивляться и даже выиграть у слабого игрока. Стратегия игры белых заключается в том, чтобы на начальном этапе партии выбить как можно больше чёрных фигур, используя в качестве основного тактического приёма «вилку» (одновременную угрозу двум или более незащищённым фигурам противника). Очистив доску, белые должны, часто шахуя, отделить короля противника от защищающих его фигур, прижать в углу или на стороне доски и поставить мат.
Тем не менее, существует безусловно выигрышная стратегия за чёрных. Основная слабость магараджи в том, что он один, следовательно — не может позволить себе размена, то есть не может бить фигуру чёрных, если та защищена. Идея состоит в том, чтобы разместить фигуры чёрных по доске так, чтобы все они оставались защищёнными, но при этом все доступные магарадже поля оказались под боем. Любая последовательность ходов, создающая такую позицию, приводит чёрных к победе. Важно следить, чтобы у магараджи не было возможности объявить шах.
Один из вариантов игры за чёрных (игра за белых произвольная; если магараджа оказывается под боем, следующим ходом чёрные выигрывают):
1. …a5 2. …h5 3. …Кc6 4. …Кf6 5. …Лa6 6. …Лh6 7. …Лb6 8. …Лg6 9. …d5 10. …Фd6 11. …Фe5 12. …Лb2 13. …Фd4 14. …Лg1
После этих ходов у магараджи остаётся всего две безопасных клетки: a3 и f3 (см. диаграмму), дальнейшие действия очевидны: если магараджа на f3 (как на диаграмме), то после 15. …e5 , на следующем ходу магараджа гибнет, так как поле a3 уже находится под боем у слона f8. При магарадже на а3 нужно сыграть Cg4, отнимая поле f3.
Если усилить магараджу до актрисы (ходит как ферзь, конь и верблюд=конь 1-3 и способна заматовать короля даже не у края доски), чёрные также выигрывают. Методы победы сходные, однако надо перекрыть спёртый мат ходом 1…e6, и лучше следить за тем, чтобы актриса не проникла на плохо защищённую заднюю горизонталь.